# Fredrik Furtenbach

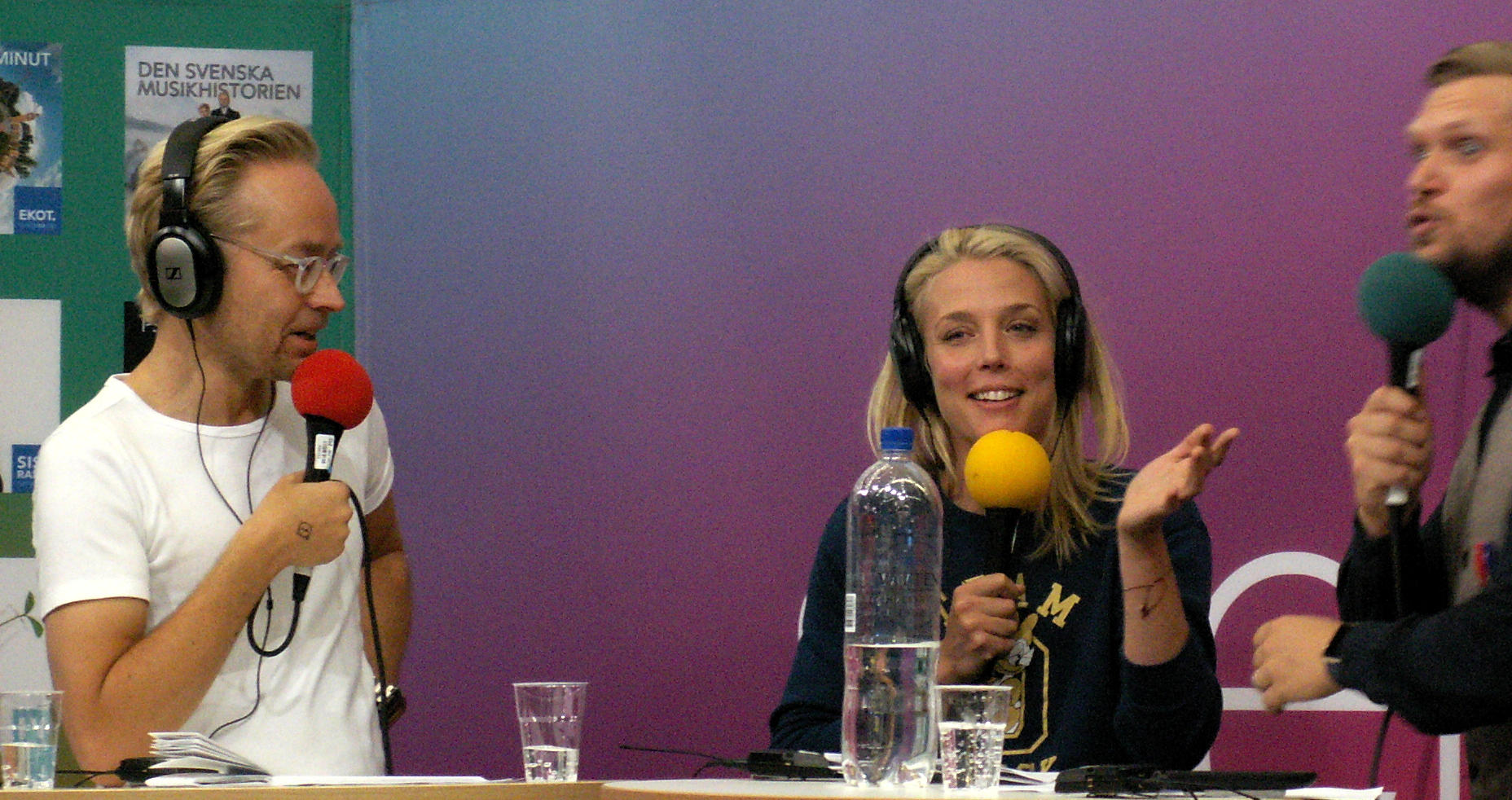
Fredrik Furtenbach (vänster, tillsammans med Annie Reuterskiöld och Henrik Torehammar) på Bokmässan 2016.

Carl-Fredrik Yngve Furtenbach (uttal enligt IPA [ˈfɵrtənbax]), född 30 maj 1965 i Göteborg, är en svensk journalist och politisk kommentator, som sedan maj 1997 arbetar på Ekot på Sveriges Radio.

## Biografi
Furtenbach har varit programledare och intervjuare för Ekots lördagsintervju ibland. År 2003 tilldelades han av Hiertanämnden för Publicistklubben 20 000 kronor för att studera franska i Avignon.
Mellan 1994 och 1997 var Furtenbach inrikespolitisk reporter på tidningar, främst Dagens Nyheter, Svenska Dagbladet och numera nedlagda Dagens Politik.
2006-2015 var Fredrik Furtenbach inrikeschef på Ekot, och standin som politisk kommentator. Därefter har han arbetat på heltid som politisk kommentator.
2023 utsågs Fredrik Furtenbach till hedersdoktor i samhällsvetenskap vid Göteborgs Universitet.
Han medverkar i poddradioprogrammet Det politiska spelet tillsammans med bland annat Helena Gissén  och Parisa Höglund.

## Musik
Tillsammans med Kire Nilsson bildade Furtenbach bandet Mazola Party i Göteborg 1988. Nilsson hade tidigare varit med i bandet Ladomir där även Furtenbach hade gästspelat som basist. 1991 gav Mazola Party ut sitt enda fullängdsalbum Meningen Med Livet på etiketten Cupol.